# Liste der Kulturdenkmäler in Mittelfischbach
In der Liste der Kulturdenkmäler in Mittelfischbach sind alle Kulturdenkmäler der rheinland-pfälzischen Ortsgemeinde Mittelfischbach aufgeführt. Grundlage ist die Denkmalliste des Landes Rheinland-Pfalz (Stand: 8. Dezember 2023).

## Einzeldenkmäler
| Bezeichnung | Lage                         | Baujahr                            | Beschreibung                                                                                          | Bild            |
| ----------- | ---------------------------- | ---------------------------------- | --- | --------------- |
| Brunnen     | Rheinstraße, bei Nr. 16 Lage | zweite Hälfte des 19. Jahrhunderts | gusseiserner Laufbrunnen, zweite Hälfte des 19. Jahrhunderts                                          | Fotos hochladen |
| Wohnhaus    | Rheinstraße 19 Lage          | 18. Jahrhundert                    | Fachwerkhaus, 18. Jahrhundert, um Kniestock erhöht, teilweise mit Zierverschieferung, bezeichnet 1892 | BW              |